# Premierland
Le Premierland français est une salle de boxe, dirigée par  Philippe Roth et Émile Maitrot. Comme son grand rival le Wonderland, son nom est emprunté à une salle de boxe anglaise, le Premierland Hall, dans l'est de Londres. 
Elle est ouverte en novembre 1911, au 8, avenue de Clichy, à Paris, puis opère à Élysée Montmartre, 72, boulevard Rochechouart. Après la Première Guerre mondiale, elle est rouverte en 1919, puis s’installe 10, rue de Lancry en 1921. Elle fonctionne jusqu'en 1936.